# Colosso de Nero
O Colosso de Nero (em latim: Collossus Neronis) era uma gigantesca estátua de bronze que o imperador romano Nero mandou construir de si mesmo. Foi colocada na entrada da Casa Dourada, um palácio onde Nero esbanjou a riqueza do Império Romano. Apos a morte de Nero, O nome da estrutura foi transferida para Colosso do Sol (em latim: Collossus Solis).

## Descrição
Segundo Plínio, a estátua de bronze dourado construída pelo escultor grego Zenodoro teria 35 metros de altura e estaria em cima de um pedestal de 11 metros, tendo 46 metros de altura no total. A estatua representava o imperador romano Nero, retratado como um deus, fazendo o imperador ser confundido com um ser divino. Na mão direita, uma bola de prata que historiadores supõem ser a lua, e na mão esquerda, uma espada, em sinal de dominação, na cabeça uma coroa.
Muitos profissionais acreditam que o nome do Coliseu é derivado desse monumento.

## Destruição
Não se sabe que fim levou a estátua. Muitos dizem que foi destruída no Saque de Roma em 410 pelo rei visigótico Alarico (r. 395–410). Outros afirmam que ela quebrou em mil pedaços durante um terremoto no século V. Apesar do destino incerto da estátua, nos jardins do lado externo do Coliseu, existe uma placa que indica onde encontrava-se a antiga estátua do Colosso. Só se sabe que a estátua estava localizada próxima ao coliseu. Hoje é possível ver onde estava localizada a estátua no Coliseu.